# Тишина Каптолска
Тишина Каптолска је насељено место у општини Мартинска Вес, у сисачкој горњој Посавини, Хрватска, до нове територијалне организације у саставу бивше велике општине Сисак.

## Становништво
На попису становништва 2011. године, Тишина Каптолска је имала 259 становника.

## Попис1991.
На попису становништва 1991. године, насељено место Тишина Каптолска је имало 308 становника, следећег националног састава:
| Попис 1991.‍ | Попис 1991.‍ | Попис 1991.‍ | Попис 1991.‍ | Попис 1991.‍ |
| ----------- | ----------- | ----------- | ----------- | ----------- |
|             |             |             |             |             |
| Хрвати      | Хрвати      |             | 273         | 88,63%      |
| Срби        | Срби        |             | 10          | 3,24%       |
| Југословени | Југословени |             | 6           | 1,94%       |
| Словенци    | Словенци    |             | 1           | 0,32%       |
| непознато   | непознато   |             | 18          | 5,84%       |
| укупно: 308 |             |             |             |             |